# Meijer (hypermarché)
Pour les articles homonymes, voir Meijer.

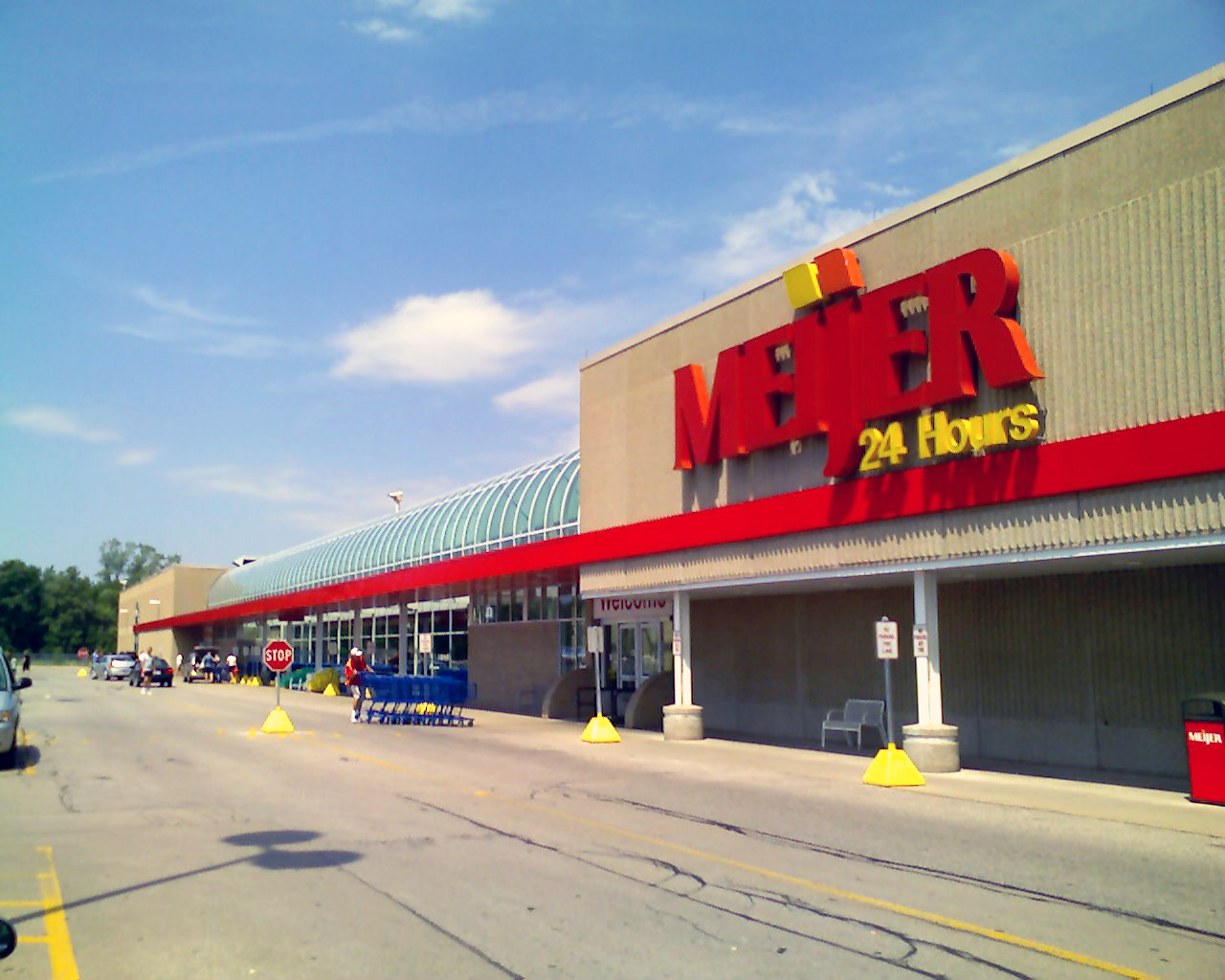
Un hypermarché Meijer à Midland au Michigan

Meijer est une chaîne d'hypermarchés régionale américaine basée à Walker au Michigan. Créée en 1934 comme chaîne de supermarchés, l'enseigne Meijer est ensuite devenu un pionnier du concept d'hypermarchés modernes en 1962. Selon le chiffre d'affaires de 2005, Meijer est le 25e plus grand distributeur des États-Unis.
Il y a des hypermarchés Meijer dans l'Illinois, le Kentucky, le Michigan, l'Ohio et l'Indiana.